# Cecilia Hidalgo Tapia
María Cecilia Hidalgo Tapia, mais conhecida como Cecilia Hidalgo Tapia (1941) é uma bioquímica chilena. Licenciada em Bioquímica, ela é a primeira mulher a receber o título de doutora em Ciências pela Universidade de Chile. Em 2006, recebeu o Prêmio Nacional de Ciências Naturais de Chile, sendo a primeira mulher em obter o galardão.

## Biografia
Hidalgo Tapia realizou seus estudos universitários na Universidade do Chile, graduando-se em bioquímica no ano de 1965. Quatro anos depois, obteve seu doctorado em ciências pela mesma universidade. Posteriormente viajou a Estados Unidos para realizar seu pós-doutorado pelos Institutos Nacionais da Saúde dos Estados Unidos. Entre 1992 e 1993, foi beneficiária da bolsa Guggenheim.
Como docente, tem lecionado no Centro de Estudos Científicos entre 1984 e 2002, e na Faculdade de Medicina da Universidade de Chile desde 1984. Entre 1995 e 2001, ela integrou a Comissão Assessora Presidencial em Matérias Científicas. Posteriormente, entre 2001 e 2003, ocupou o cargo diretora do Programa de Biologia Celular e Molecular do Instituto de Ciências Biomédicas. É directora do Centro FONDAP de Estudos Moleculares da Célula, pertencente à Faculdade de Medicina da Universidade do Chile. É ademais vice-presidenta do Conselho Assessor de Fundação Ciência Jovem e presidenta da Academia Chilena de Ciências .

## Prêmios e honrarias
Em 2001, Hidalgo Tapia foi eleita membro da Academia Chilena de Ciências.
Em 2004, a Universidade do Chile premiou-a com a Condecoración ao Mérito Amanda Labarca, destinada a "realçar a personalidade e a obra de mulheres universitárias que se tenham destacado com relevâncias excepcionais no campo de sua profissão, no domínio da cultura ou no serviço do país". No ano 2006, recebeu o Prêmio Nacional de Ciências Naturais de Chile, sendo a primeira mulher a obter aquele galardão. Uma de suas áreas de estudo é a regulação do cálcio intracelular.

## Investigação

### Estudo com o Cálcio intracelular
O tema central da investigação do grupo que lidera a bioquímica María Cecilia Hidalgo é estudar como se geram os aumentos de cálcio dentro das células e mediante que mecanismos estes aumentos produzem respostas celulares específicas, tanto em condições normais como patológicas.